# Lucien Cardin
Louis-Joseph-Lucien Cardin PC QC (* 1. März 1919 in Providence, Rhode Island; † 13. Juni 1988) war ein kanadischer Jurist und Politiker der Liberalen Partei Kanadas, der mehrere Jahre Abgeordneter des Unterhauses, zeitweilig Minister sowie 1983 für einige Monate erster Präsident des neugegründeten Steuergerichtshofes von Kanada (Tax Court of Canada) war.

## Leben
Nach dem Besuch des Loyola College absolvierte Cardin ein Studium an der Universität Montreal, das er mit einem Bachelor of Arts (B.A.) abschloss. Während des Zweiten Weltkrieges leistete er zwischen 1941 und 1945 seinen Wehrdienst in der Royal Canadian Navy und wurde zuletzt zum Lieutenant Commander befördert. Ein weiteres Studium der Rechtswissenschaften an der Universität Montreal beendete er mit einem Bachelor of Laws (LL.B.) und nahm nach seiner anwaltlichen Zulassung im Juni 1950 eine Tätigkeit als Rechtsanwalt auf.
Cardin wurde als Kandidat der Liberalen Partei bei einer Nachwahl im Wahlkreis Richelieu-Verchères am 6. Juni 1952 erstmals als Abgeordneter in das Unterhaus gewählt und gehörte diesem bis zu seinem Mandatsverzicht aus gesundheitlichen Gründen am 3. April 1967 mehr als 14 Jahre an. Am 9. Februar 1956 übernahm er sein erstes Regierungsamt und war bis zum 12. April 1957 Parlamentarischer Assistent beim Außenminister.
Premierminister Lester Pearson berief ihn am 22. April 1963 zum Beigeordneten Verteidigungsminister in die 19. Regierung Kanadas, in der er anschließend vom 15. Februar bis zum 6. Juli 1965 Minister für öffentliche Arbeiten war. Am 7. Juli 1967 wurde Favreau Justizminister und Generalstaatsanwalt in Pearsons Regierung. In seine Amtszeit fiel im März 1966 die parlamentarische Aufarbeitung der Munsinger-Affäre um die aus Deutschland stammende angebliche Prostituierte Gerda Munsinger, die Liebesaffären mit Ministern der vorherigen konservativen Regierung von Premierminister John Diefenbaker gehabt haben soll. In einer Unterhaus-Debatte am 4. März nannte der ehemalige Premierminister Diefenbaker Justizminister Cardin wegen dessen Abwicklung eines anderen Spionage-Falles einen „Zwerg in den Kleidern eines Riesen“. Cardin wehrte sich, indem er auf den Munsinger-Fall anspielte (er sprach den Namen absichtlich falsch als Munsignor aus, doch war den wenigen Eingeweihten klar, wen er damit meinte).
Am 3. April 1967 trat er von seinem Ministeramt aus gesundheitlichen Gründen zurück, legte sein Abgeordnetenmandat nieder und nahm seine anwaltliche Tätigkeit wieder auf.
1972 wechselte er in den Staatsdienst und war zunächst Vize-Vorsitzender sowie anschließend zwischen 1975 und 1983 Vorsitzender der Steuerbewertungsbehörde (Tax Review Board). Im Anschluss wurde er am 18. Juli 1983 Präsident (Chief Judge) des neugegründeten Steuergerichtshofes von Kanada (Tax Court of Canada) und bekleidete dieses Richteramt bis zu seiner Ablösung aus gesundheitlichen Gründen im Oktober 1983 durch den bisherigen Vizepräsident dieses Gerichts, Donald Christie.